# Гаршаварман I
Гаршаварман I (кхмер. ហស៌វរ្ម័នទី១) — правитель Кхмерської імперії.

## Життєпис
Був сином і спадкоємцем Ясовармана I. Його правління позначилось бурхливою боротьбою за владу з його ж дядьком, Кох Кером. Останній проголосив себе імператором, взявши ім'я Джаявармана IV.